# Anna Traveset
Anna Traveset (Seo de Urgel) es una ecóloga catalana reconocida por su trabajo sobre las interacciones ecológicas entre plantas y animales, especialmente en las islas.
Traveset es Profesora de Investigación en el Instituto Mediterráneo de Estudios Avanzados - IMEDEA (CSIC-UIB); con sede en Mallorca, y profesora colaboradora de la Universidad de las Islas Baleares. En 2017 recibió el Premio Rey Jaime I de Protección del Medio Ambiente (Fundación Premios Rey Jaime I) y en 2022 el Premio Ramon Llull que concede el gobierno de las Islas Baleares. De 2019 a 2024 ocupó el cargo de Representante Institucional del CSIC en las Islas Baleares.

## Educación
Traveset se licenció en Biología por la Universidad de Barcelona (UB). Realizó su Tesis de Máster en la UB, bajo la dirección del Profesor Ramón Margalef, sobre taxonomía y ecología de las esponjas de agua dulce. Obtuvo su doctorado en la Universidad de Pensilvania, Philadephia (EE. UU.), donde comenzó a trabajar en las interacciones planta-animal, realizando trabajo de campo en el parque nacional de Guanacaste (Costa Rica). Tras regresar a España, realizó trabajo postdoctoral en la Estación Biológica de Doñana de 1990 a 1991, antes de trasladarse al IMEDEA en Mallorca en 1992.

## Trayectoria profesional
Inició su carrera profesional en el Consejo Superior de Investigaciones Científicas (CSIC) en 1995 como Investigadora Asociada. En 2001 fue promovida al cargo de Investigadora Científica, cargo que ocupó hasta 2006 cuando se convirtió en Profesora de Investigación de la Institución. Ha dirigido el laboratorio de Ecología Terrestre en el IMEDEA desde el año 2000. De 2002 a 2004 fue la representante española del Programa LINKECOL de la European Science Foundation (ESF). De 2006 a 2014 formó parte del Comité Internacional de Ciencia (IUBS). En el período 2010-2014 fue miembro del Panel "Biología Evolutiva, Poblacional y Ambiental" de las Becas de Investigación Avanzada del Consejo Europeo de Investigación. En 2012-2013 formó parte de la Comisión Nacional Evaluadora de la Actividad Investigadora (CNEAI), y de 2014 a 2018 fue responsable del Panel Nacional de Investigación para el programa de Biodiversidad, Ecología y Cambio Global del Ministerio de Educación, Cultura y Deporte. Desde 2017 a 2022 formó parte del Comité del Área Global Vida del CSIC. En 2019 entró en el Comité Asesor de la ONG Initiative pour les Petites Îles de Méditerranée, y desde 2018 es miembro del Alto Consejo Consultivo de I+D+I de la Generalidad Valencia.

## Investigación
Su investigación se centra en el estudio de las interacciones ecológicas y evolutivas entre especies, específicamente en cómo estas son alteradas por diferentes impulsores del cambio global. También ha realizado numerosos estudios sobre la biología reproductiva de especies vegetales vulnerables o amenazadas. Destaca por los importantes aportes que ha realizado al conocimiento y comprensión de la biodiversidad en ecosistemas insulares. Su trabajo de campo se centra principalmente en las Islas Baleares, aunque también coordina proyectos en Canarias, Berlengas, Galápagos y Seychelles y participa en otros en el Archipiélago de Ogasawara (Japón), y en Europa continental (Suecia, Alemania, Bélgica), y América del Norte (México). En 2022 ha obtenido uno de los prestigiosos proyectos que concede el Consejo Europeo de Investigación (European Research Council), una ERC en la modalidad Advanced Grant para estudiar la biodiversidad de distintos archipiélagos del mundo a lo largo de un gradiente latitudinal, entender su complejidad y evaluar cómo de vulnerable y resiliente es al cambio global, concretamente al efecto de las especies invasoras, un problema muy importante en los ecosistemas insulares.  
Sus contribuciones más significativas han sido en el campo de la polinización y la dispersión de semillas, y también ha trabajado con interacciones antagónicas entre plantas y herbívoros, con el interés final de comprender cómo estas interacciones ayudan a mantener la biodiversidad comunitaria y el funcionamiento del ecosistema. Al utilizar el enfoque de la teoría de redes, su trabajo ha contribuido a desvelar el impacto del cambio global—específicamente invasiones biológicas, pérdida de hábitat y cambio climático— en las comunidades nativas. Colabora en diversos proyectos con investigadores de diferentes instituciones españolas y extranjeras y ha publicado cerca de 300 artículos y capítulos de libros con investigadores de más de 30 países. Junto a su colega David Mark Richardson de la Universidad de Stellenbosch (Sudáfrica), ha editado el libro Plant Invasions: The Role of Biotic Interactions, publicado por CABI en 2020.  

## Proyectos recientes y en curso de los que es Investigadora Principal
- Determinants of island ecological complexity in the context of global change. IslandLife  ERC AdG 2022-2027.[15]
- Acreditación “Unidad de Excelencia María de Maeztu” en el IMEDEA.[16] Ministerio de Ciencia e Innovación (2023-2026). (CEX2021-001198-M)
- DEciPhering Island ecological ComplexiTy and its response to disturbances: field observations, theory and predictive models (DEPICT). Ministerio de Ciencia e Innovación. (2021-2024) (PID2020-114324GB-C21).
- Involving people to protect wild bees and other pollinators in the Mediterranean. European Union. LIFE 4 POLLINATORS. (LIFE18 GIE/IT/000755). (CSIC partner)[17]
- Primer estudio sistemático de los polinizadores y divulgación de su importancia para el mantenimiento de la biodiversidad en los dos Parques Nacionales Marítimo-Terrestres (PolinIslas). Ministerio de Transición Ecológica (2713/2021).
- Efectos del cambio global sobre las meta-redes tróficas en islas de pequeño tamaño. Ministerio de Economía y Competitividad (CGL2017-88122-P)
- Functional connectivity and green infrastructure. FUNgreen (2016-2019). European Union (BIODIVERSA Program).
- Importancia de los mutualismos simples y dobles planta-vertebrado en islas: dobles beneficios, dobles riesgos? Ministerio de Economía y Competitividad de España (CGL2013-44386-P)

## Reconocimientos y premios
- 2024. Premi Leandre Cervera a la trayectoria profesional de la Societat Catalana de Biología
- 2023. Distinción Luis Balaguer, otorgada por la Asociación Española de Ecología Terrestre
- 2023. Premio Medalla Margarita Salas del CSIC a la mejor trayectoria en supervisión de estudiantes.[18]
- 2022.[19] Premio Ramon Llull del gobierno de las Islas baleares.
- 2019. Representante Institucional del CSIC en las Islas Baleares.[20]
- 2019. Miembro del Comité Científico Asesor de la Fundación Gadea.
- 2018. Miembro del Alto Consejo Consultivo en I+D+i de la Generalidad Valenciana.
- 2017.[21] Premio Rey Jaime I de Protección del Medio Ambiente, otorgado por la Generalidad Valenciana en su trigésima edición. Se trata del premio científico más prestigioso de España, con un jurado internacional que incluye 18 premios Nobel.[22]
- 1996. Premio Bartomeu Darder otorgado por la Societat d'Història Natural de las Baleares (SHNB) al mejor estudio publicado en el área de las ciencias naturales.

## Publicaciones destacadas
- Martins, L.,… Traveset, A., … &amp; Tylianakis, J.M. (2022) Global and regional ecological boundaries drive abrupt changes in avian frugivory interactions. Nature Communications 13: 6943.
- Colom, P.; Ninyerola, M.; Pons, X.; Traveset, A. &amp; Stefanescu S. (2022) Phenological sensitivity and seasonal variability explain climate-driven trends in Mediterranean butterflies. Proceedings of the Royal Soc. London Soc. B 289:20220251.
- Muñoz-Gallego, R.; Fedriani, J.M.; Serra, P. &amp; Traveset, A. (2022) Non-additive effects of two contrasting introduced herbivores on the reproduction of a pollination-specialized palm. Ecology 103: e3797.
- Donoso, I., Fricke, E.C., Herv√≠as-Parejo, S., Rogers, H.S., and Traveset, A. (2022) Drivers of ecological and evolutionary disruptions in the seed dispersal process: global patterns and mechanisms. Frontiers in Ecol &amp; Evol 10, 794481.
- González-Varo J.P., Rumeu, JB., Albrecht, J., Arroyo, J.M., Bueno, R.S., Burgos, T., da Silva, L.P., Escribano-Ávila, G., Farwig, N., García, D., Heleno, R.H:, Illera, J.C., Jordano, P., Kurek, P., Simmons, B.I., Virgós, E., Sutherland, W.J., and Traveset, A.  (2021) Bird-migration flows hinder plant dispersal towards cooler latitudes. Nature 595: 75-79.
- Rogers, H., Donoso, I., Traveset, A. and Fricke, E. (2021) Cascading Impacts of Seed Disperser Loss on Communities and Ecosystems. Annual Review of Ecology and Systematics 52: 641-666.
- Heleno, R.H., Ripple, W. J. & Traveset, A. (2020) Scientists’ warning on endangered food webs. Web Ecology 20: 1-10.
- Traveset, A., Escribano-Ávila, JM Gómez-Reyes & Valido, A. (2019) Conflicting selection on Cneorum tricoccon (Rutaceae) seed size caused by native and alien invasive seed dispersers. Evolution, 73: 2204- 2215.
- Trojelsgaard, K., Heleno, R. & Traveset, A. (2019) Native and alien flower visitors differ in partner fidelity and network integration. Ecology Letters 22: 1264- 1273.
- Traveset, A., Tur C. & Eguíluz, V.M. (2017) Plant survival and keystone pollinator species in stochastic coextinction models: role of intrinsic dependence on animal- pollination. Scientific Reports 7: 6915.
- González-Varo, J.P. & Traveset, A. (2016) The Labile Limits of Forbidden Interactions. Trends in Ecology & Evolution 31: 700-710.
- Tur, C., Sáez, A., Traveset, A. & Aizen, MA. (2016) Evaluating the effects of pollinator‐mediated interactions using pollen transfer networks: evidence of widespread facilitation in south Andean plant communities. Ecology Letters 19: 576-586.
- Traveset, A. et al. (2015) Bird–flower visitation networks in the Galápagos unveil a widespread interaction release. Nature Communications 6: article 6376.
- Traveset, A. et al. (2015) Global patterns in pollination networks in island and continental areas. Global Ecology and Biogeography 25: 880-890.
- Valiente‐Banuet, A.; MA Aizen, JM Alcántara, J Arroyo, A Cocucci, ..., A Traveset… (2014) Beyond species loss: the extinction of ecological interactions in a changing world. Functional Ecology 29: 299-307.
- Traveset, A. & Richardson, D.M. (2014) Mutualistic Interactions and Biological Invasions. Annual Review of Ecology, Evolution and Systematics 45: 89-113.
- Traveset, A. et al. (2013) Invaders of pollination networks in the Galápagos Islands: emergence of novel communities. Proceedings of the Royal Society B: Biological Sciences 280 (1758), 20123040.
- Morales, C.L. & Traveset, A.  (2009) A meta‐analysis of impacts of alien vs. native plants on pollinator visitation and reproductive success of co‐flowering native plants. Ecology Letters 12: 716-728
- Traveset, A. & Richardson, D.M. (2006) Biological invasions as disruptors of plant reproductive mutualisms. Trends in Ecology & Evolution 21: 208-216.
- Willson, M. F., & Traveset, A. (2000). The ecology of seed dispersal. Seeds: the ecology of regeneration in plant communities, 2, 85-110.
- Traveset, A. (1998). Effect of seed passage through vertebrate frugivores' guts on germination: a review. Perspectives in Plant ecology, evolution and systematics, 1(2), 151-190.

La lista completa de publicaciones se puede consultar aquí: https://www.travesetlab.com/publications